# دار (يخت)
دار، هو يخت فائق الفخامة بني في عام 2018 في حوض بناء السفن الهولندي أوشينكو. يملكه رجل الأعمال الأردني زياد المناصير. تولّى تصميمه الداخلي الاستوديو الإيطالي نوفولاري لينارد، أما التصميم الخارجي فقد نفّذه المصمم الأمريكي لويس دي باستو، الذي يتخذ من مدينة ميامي مقرًا له.
يعمل اليخت بمحركين من نوع إم تي يو 20V4000 M73L، تبلغ قوة كل منهما 4,828 حصانًا، ما يمنحه أداءً عاليًا يناسب فئة اليخوت الفاخرة كبيرة الحجم والمزودة بمواصفات تقنية متقدمة.

## التصميم
يبلغ طول يخت دار 90.13 مترًا، وعرضه (الحزمة) 14.20 مترًا، أما الغاطس (العمق المغمور تحت الماء) فيبلغ 3.95 مترًا. يتكوّن هيكل اليخت من الفولاذ، بينما صُنع الهيكل العلوي من الألمنيوم، وتُغطى الأسطح الخارجية بألواح من خشب الساج.
تم تصنيف اليخت من قبل سجل لويدز (هيئة تصنيف بحرية بريطانية)، وهو مسجّل في جزر كايمان.